# 재클린 로건

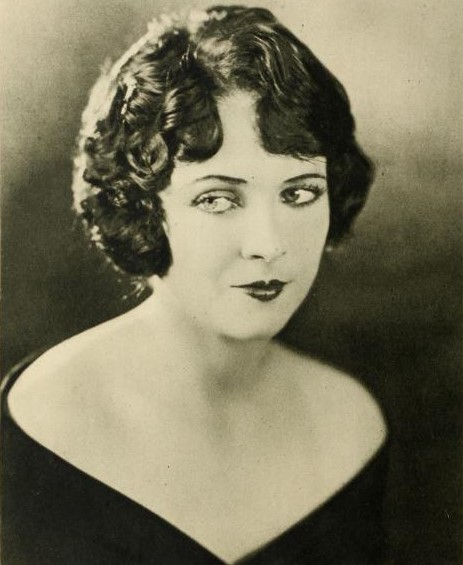

재클린 로건(Jacqueline Logan, 1901년 11월 30일 ~ 1983년 4월 4일)는 미국의 영화 감독, 각본가, 연극 배우, 영화배우이다.

## 영화
- 스타크 매드 (1929년)
- 쇼 오브 쇼 (1929년)
- 와이즈 와이프 (1927년)
- 왕중왕 (1927년)